# حجاب اجباری در ایران

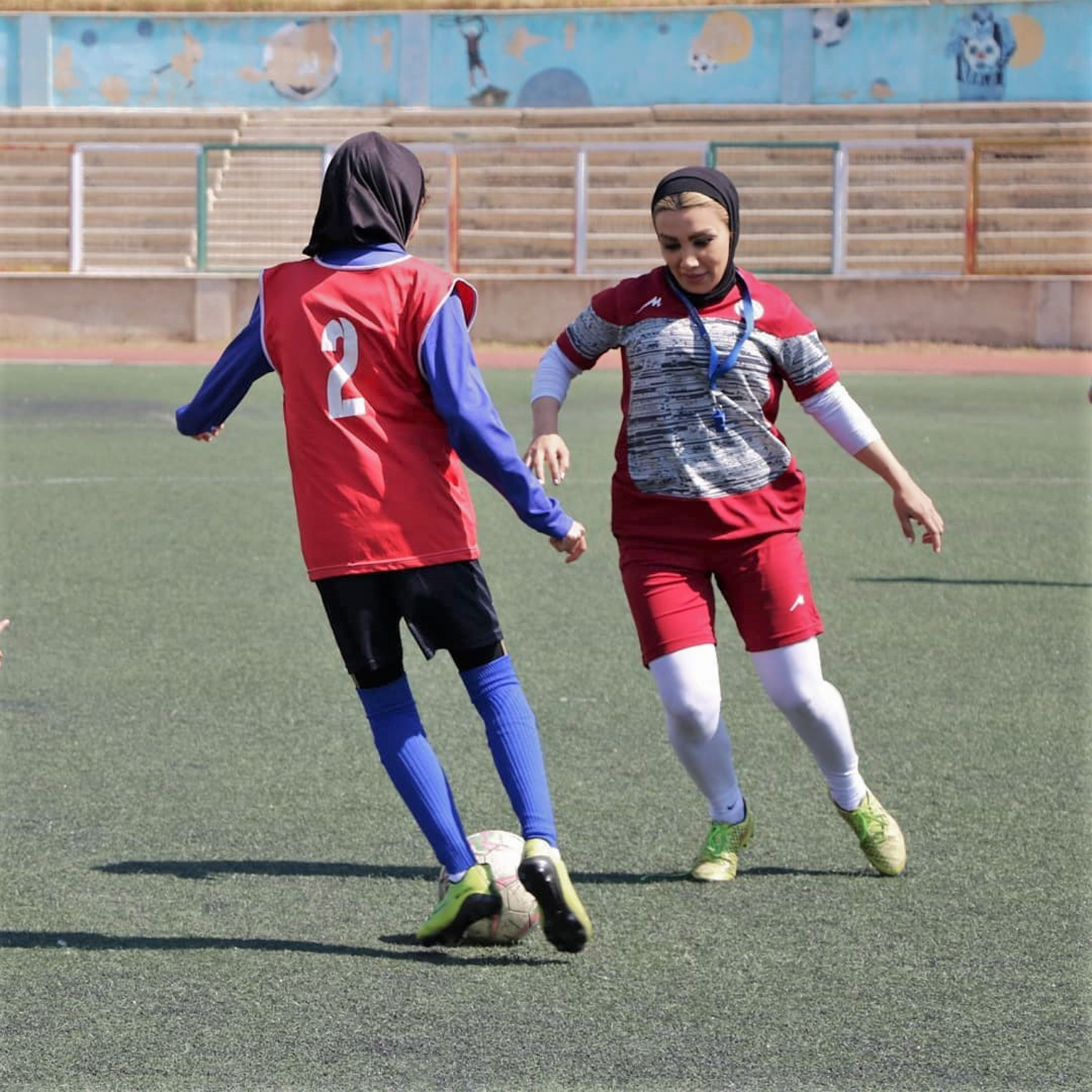
زنان فوتبالیست با حجاب اجباری در ایران

حجاب اجباری در ایران از ۱۸ مرداد ۱۳۶۲ و توسط مجلس شورای اسلامی با تصویب قانون مجازات اسلامی، برای عدم رعایت حجاب در معابر عمومی و تعیین مجازات عملی شد. برخی با ضرورت بحث حجاب مخالفند، زیرا، آن را مسئله‌ای فردی می‌دانند نه جمعی. آنان می‌گویند در ابتدای انقلاب ۱۳۵۷ نیز مسئله اجباری کردن حجاب محل اختلاف میان علما گردید. از نظر بعضی از مخالفان، اجبار حجاب وجه شرعی ندارد و در قرآن هم اشارهٔ روشنی به آن نشده است.
پس از اینکه در تاریخ دوم مهرماه سال ۱۳۹۸، عربستان سعودی قانون حجاب اجباری را لغو و آزادی عمل زنان در پوشش را به رسمیت شناخت، جمهوری اسلامی ایران و پس از آن امارت طالبان به تنها حکومتی رسمی‌ای بدل شد که به حجاب اجباری معتقد است و آن را مانند قانون اجرا می‌کند که مجازات تخطی از آن نیز تا ۷۲ ضربه شلاق و حبس می‌باشد.
حجاب اجباری در ایران توسط گشت ارشاد تحمیل می‌شود. حجاب اجباری منجر به وقایعی مثل کشته‌شدن مهسا امینی توسط گشت ارشاد شده که خیزش ۱۴۰۱ ایران را برانگیخت.

## اولین موارد اجبار حجاب

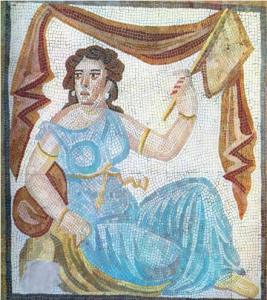
دیوارنگاره‌ای از یک زن ساسانی

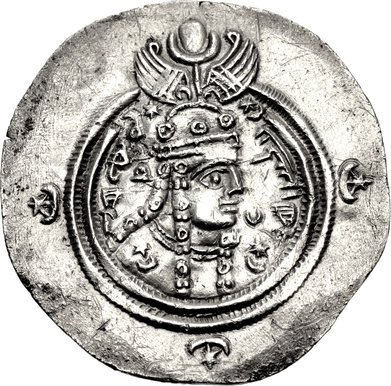
گیسوهای آراسته به جواهرات پوراندخت

از نخستین سندهای دولتی در ایران برای حجاب اجباری، می‌توان اطلاعیه‌ای از نظمیه شیراز در دوران صدارت وثوق‌الدوله را برشمرد که در آن به مأموران نظمیه حق می‌دهد که زنان فاقد «چاقچور» و «نقاب مشکی» را به اداره نظمیه هدایت و مجازات کنند. در دوران رضاشاه، پس از سفر او به ترکیه اقداماتی برای حضور بیشتر زنان در جامعه و حمایت از زنان متجدد و شاغل در بیرون از خانه صورت گرفته و قانون کشف حجاب  اجباری اجرا شد. در این دوران، جنبش زنان ایران نیز فعال بود و از این قانون حمایت کرد و تلاش‌های دیگری نیز برای حقوق زنان انجام داد. در ۱۲ اسفند ۱۳۴۱، حق رای به زنان ایرانی داده شد. خمینی از مهم‌ترین مخالفان قوانین حجاب اختیاری بود که حق رای را در امتداد این قوانین می‌دید؛ گفته‌های خمینی در محکومیت حق رای زنان، مورد حمایت بیشتر احزاب سیاسیِ مخالف پهلوی قرار گرفت.

## انقلاب ۱۳۵۷
با وقوع انقلاب، از همان روزهای ابتدایی اعلام حجاب اجباری در ایران، به ویژه در تظاهرات ۱۷ اسفند ۱۳۵۷، مخالفت‌ها و تلاش‌های زیادی از طرف گروه‌های مختلف سیاسی و برخی زنان و مردان ایرانی شکل گرفت. با این حال، علاوه بر برخی از گروه‌های مذهبی، حجاب اجباری، با هدف «مبارزه با امپریالیسم»، مورد تأیید و همراهی بسیاری از احزاب و گروه‌های چپ‌گرا مانند حزب توده و سازمان چریک‌های فدائیان خلق (اکثریت) قرار گرفت. لغو قانون حمایت از خانواده که در سال ۱۳۵۳ تصویب شده بود و تلاشی برای برابری حقوق زن و مرد، و محدود کردن تعدد همسر برای مردان بود، از نخستین اقدامات پس از انقلاب ۱۳۵۷ بود.
با تثبیت جمهوری اسلامی، طرح مسئلهٔ حجاب اجباری در حوزه عمومی کمرنگ شد، و حتی به سال ۱۳۸۵ در کمپین یک میلیون امضا توسط کنشگران زنان، مسئله حجاب مطرح نمی‌شود. نخستین کارزار عمومی با شعار مشخص «نه به حجاب اجباری» در سال ۱۳۹۲ با مشارکت برخی کنشگران سیاسی و مدنی، به‌ویژه کنشگران حقوق زنان، شروع به فعالیت کرد که توانست در زمان کمی مورد استقبال و مشارکت عمومی قرار بگیرد. در این کارزار، برخی از زنان تصاویری از زندگی روزمره بدونِ حجاب خودشان را به اشتراک می‌گذاشتند. پس از دوره‌ای از کارزارها، حرکت دختران خیابان انقلاب در سال ۱۳۹۶ پدیدار شد. در سال ۱۴۰۱ با واقعهٔ مهسا امینی که توسط گشت‌ارشاد رخ داد، مبارزه و مقابله با حجاب اجباری وارد مرحله‌ای کاملاً جدید و عمومی‌تری شد.
زهرا رهنورد در ۶ مرداد ۱۳۵۹ در مصاحبه ای، ضمن حمایت از مجازات بی‌حجاب‌ها، ادعا کرده بود که پیش از آغاز حجاب اجباری، چند روز پس از پیروزی انقلاب در تلویزیون ملی نظریات خود را راجع به پوشش اسلامی توضیح داده و چندی بعد طرحی را برای اجبار حداقلی از پوشش به شورای انقلاب ارائه کرده است. او در مصاحبه ۲۸ تیرماه ۱۳۵۹ به انتقاد از اعمال خشونت برای اجبار حجاب پرداخته بود. تا سال ۱۳۶۲ قانونی در زمینه لزوم رعایت حجاب اسلامی وجود نداشت. اولین قانونی که در خصوص پوشش زنان به تصویب رسید، ماده ۱۰۲ قانون تعزیرات بود که بعدها به صورت تبصره‌ای به ماده ۱۴۱ قانون مجازات اسلامی مصوب ۱۳۷۵ الحاق شد.
به موجب ماده ۱۴۱ قانون مجازات اسلامی، «هر کس عملاً در انظار، اماکن عمومی و معابر تظاهر به عمل حرامی کند علاوه بر کیفر عمل به حبس از ۱۰ روز تا دو ماه یا ۷۴ ضربه شلاق جریمه می‌شود و اگر مرتکب عملی شود که نفس آن عمل دارای کیفر نباشد ولی عفت عمومی را جریحه‌دار کند فقط به حبس از ۱۰ روز تا دو ماه یا ۷۴ ضربه شلاق محکوم می‌شود.» و در تبصره آمده است: «زنانی که بدون حجاب شرعی در معابر و انظار عمومی ظاهر شوند به حبس از ۱۰ روز تا دوماه یا از ۵۰ هزار تا پانصد هزار ریال جزای نقدی محکوم خواهند شد.» بعد از این احکام و بخش‌نامه هاست که موجی از فضای رسانه‌ای برای تببین و تبلیغ حجاب شروع به فعالیت و فرهنگ سازی می‌کنند.
در شانزدهم اسفند ۱۳۵۷ سید روح‌الله خمینی در جمع طلاب قم اعلام کرد: «زنان اسلامی باید با حجاب اسلامی بیرون بیایند. نه این‌که خودشان را بزک کنند. زن‌ها هنوز در ادارات با وضع پیشین کار می‌کنند. زن‌ها باید وضع خودشان را عوض کنند … به من گزارش داده‌اند که در وزارت‌خانه‌های ما زن‌ها لخت هستند و این خلاف شرع است. زن‌ها می‌توانند در کارهای اجتماعی شرکت کنند ولی با حجاب اسلامی.»

### روایت ابوالحسن بنی‌صدر
در خیابان‌ها ریختند و زن‌های بی‌حجاب را اذیت و آزار کردند که باید حجاب سرکنند و معروف شد به «یا روسری، یا توسری». من رفتم قم و با ایشان صحبت کردم و گفتم: «شما در نوفل لوشاتو گفتید زن‌ها در پوشش خود آزادند». ایشان گفت که من در فرانسه صحبت‌هایی کردم اما هیچ تعهدی نسبت به آن‌ها ندارم و لازم بشود، خلاف آن‌ها را می‌گویم. من به او گفتم «ماکیاولی» هم نگفت که شما در تظاهر هم ضد آن چیزی را که گفتید، عمل کنید. می‌گفت باید به گونه‌ای وانمود کنی انگار سر قولت مانده‌ای ولی خب، دیگران تخلف می‌کنند اما الان خود شما دارید تصدی می‌کنید. او هم تخفیف داد و قرار شد که اذیت و آزار را متوقف کنند.

## اعتراضات و رخدادها
سخنان سید روح‌الله خمینی دربارهٔ حجاب به‌سرعت با تظاهرات اعتراض‌آمیز جمعی از زنان در مناطق شمال، مرکز و غرب تهران مواجه شد، به‌طوری که عکس این تظاهرات در کنار تیتر یک روزنامه‌های ۱۷ اسفند قرار گرفت. «خواست امام این است که حجاب اسلامی در مملکت باید رعایت شود.» شعار زنان معترض این بود که حجاب، پاکی نمی‌آورد و حجاب هر کس در نهاد اوست. سخنران مراسم نیز معتقد بود از آن‌جا که زنان و مردان هر دو برای پیروزی این انقلاب تلاش کرده‌اند، پس هر دو باید آزاد باشند. این مخالفت‌ها در روزهای بعد نیز ادامه پیدا کرد. دختران و زنان در بعضی مدارس تهران تظاهرات کردند. کارکنان زن هواپیمایی ملی ایران به این فرمان معترض بودند. جمعی از زنان کارمند در تهران و برخی شهرهای بزرگ نیز به این اعتراضات پیوستند. البته این حرکت‌های معترضانه از سوی جمعی از موافقان فرمان امام نیز بی پاسخ نماند و درگیری‌های لفظی در برخی مواقع بین دو گروه شدت می‌گرفت و گاه تندروی‌هایی نیز از سوی نیروهای انقلابی گزارش می‌شد. شعار «یا روسری، یا توسری» در همین مقطع زمانی مطرح شده بود و در روزنامه‌ها نیز بازتاب داشت.
حسن روحانی روند اجباری شدن حجاب در ادارات را چنین بیان می‌کند:
در ستاد ارتش با دوستان تصمیم گرفتیم حجاب الزامی کنیم، که آغازی برای وزاتخانه‌ها و ادارات دولتی باشد. طرح اجباری شدن حجاب در ادارت مربوط به ارتش، به عهده من گذاشته شد و بدین جهت در گام اول، همه زنان کارمند مستقر در ستاد مشترک ارتش را که نزدیک به سی نفر بودند، جمع کردم و پس از گفتگو با آنان قرار گذاشتیم از فردای آن روز با روسری در محل کار خود حاضر شوند. زنان کارمند که همگی به جز دو یا سه نفر بی‌حجاب بودند، شروع کردند به غر زدن و شلوغ کردن، ولی من محکم ایستادم و گفتم: از فردا صبح دژبان مقابل درب ورودی موظف است از ورود خانم‌های بی‌حجاب به محوطه ستاد مشترک ارتش جلوگیری کند. پس از ستاد ارتش، نوبت به نیروهای سه‌گانه رسید. در آغاز به پادگان دوشان تپه رفتم و همه کارمندان زن را که تعداد آن‌ها هم زیاد بود در سالنی جمع و دربارهٔ حجاب صحبت کردم. در آنجا زن‌ها خیلی سر و صدا راه انداختند اما من قاطعانه گفتم: «این دستور است و سرپیچی از آن جایز نیست.» بعد توضیح دادم که ما نمی‌گوییم چادر سر کنید، بحث چادر مطرح نیست، سخن بر سر استفاده از روسری و پوشاندن سر و گردن است. در نهایت، در آنجا هم گفتم به دژبان دستور داده‌ایم از فردا هیچ زن بی‌حجابی را به پایگاه راه ندهند.— حسن روحانی، خاطرات حسن روحانی، جلد یک، صفحه ۵۷۱–۵۷۳

### نخستین تظاهرات علیه حجاب اجباری در ۱۷ اسفند ۱۳۵۷
تظاهرات زنان در روز ۸ مارس (برابر با ۱۷ اسفند) سال ۱۳۵۷ و پنج روزِ پس از آن، از مهم‌ترین روزهای تاریخ جنبش زنان در ایران و حوادث سرنوشت‌ساز انقلاب ۱۳۵۷ ایران بود. ۸ مارس روز بزرگداشت روز جهانی زنان است.
دو هفته پس از پیروزی انقلاب ۱۳۵۷ دفتر خمینی تصمیم به لغو قانون حمایت خانواده و اجباری شدن حجاب اسلامی گرفت. همچنین یک روز پیش از برگزاری مراسم بزرگداشت روز جهانی زنان، سید روح‌الله خمینی در سخنرانی مدرسهٔ رفاه اعلام کرد زنان کارمند اداره‌های دولتی باید حجاب اسلامی را برای حفظ آبرویشان رعایت کنند. روز بعد زنان کارمند بدون حجاب اجازهٔ ورود به محل کارشان را نیافتند. تعداد زیادی از زنان کارمند از رفتن به سر کار سر باز زدند و زنانی که کارمند وزارت امور خارجه بودند، بیرون وزارتخانه دست به تظاهرات زدند. حدود ۵٬۰۰۰ تا ۸٬۰۰۰ زن در دانشگاه تهران تجمع کرده و شعار دادند. همچنین تعداد زیادی از دانش آموزان مدرسه‌های دخترانه به تظاهرات زنان در تهران پیوستند. به نوشتهٔ روزنامه کیهان چاپ ۱۷ اسفند، «گروه‌ها و دسته‌های مختلف زنان از صبح امروز در خیابان‌های شمالی و مرکزی تهران به مناسبت روز جهانی زن و به خاطر ابراز نظریات خود دربارهٔ حجاب زنان دست به راهپیمایی زدند. در راهپیمایی‌های امروز زنان، تعداد زیادی از دانش آموزان مدارس دخترانه نیز شرکت داشتند. آنها ضمناً علیه کسانی که به زنان بی‌حجاب در روزهای اخیر حمله کرده‌اند، شعار می‌دادند … راهپیمایی امروز در حالی انجام شد که ریزش برف بی‌وقفه از نخستین ساعات بامداد آغاز شده است.»
شعارها
- آزادی جهانی‌ست / نه شرقی‌ست نه غربی‌ست
- ما انقلاب نکردیم / تا به عقب برگردیم

به گواه اسناد و مدارک و مقالات منتشرشده در روزنامه‌های سال ۱۳۵۷ اولین جرقه‌های حجاب اجباری در اسفند سال ۱۳۵۷ یعنی کمتر از یک ماه پس از پیروزی انقلاب زده شد. یک روز پیش از هشتم مارس، روز جهانی زن، در حالی که گروه‌های مختلف سیاسی در تدارک برگزاری اولین مراسم روز جهانی زن در ایران بودند، روزنامه کیهان با این تیتر منتشر شد: «زنان باید با حجاب به ادارات بروند».
در صفحه اول این روزنامه به نقل از روح‌الله خمینی نوشته‌شده بود: «در وزارتخانه اسلامی نباید معصیت بشود. در وزارتخانه‌های اسلامی نباید زن‌های لخت بیایند. زن‌ها بروند اما باحجاب باشند. مانعی ندارد بروند کار کنند لیکن با حجاب شرعی باشند.»
البته شب پیش از آن نیز شبکهٔ تلویزیون که ریاست آن را صادق قطب‌زاده بر عهده داشت اعلام کرده بود که روز هشت مارس یک سنت غربی است و به زودی روز زن اسلامی اعلام می‌شود.
این‌گونه بود که تظاهرات روز جهانی زن به یک تظاهرات ضد حجاب اجباری بدل شد. گروه‌های مختلف زنان از دانش‌آموز و دانشجو گرفته تا کارمند و فعال سیاسی و اجتماعی در این تظاهرات شرکت کردند. روزنامه کیهان در بخشی از گزارش مفصل خود دربارهٔ تظاهرات زنان می‌نویسد: «۱۵هزار زن که در دانشکده فنی دانشگاه تهران جلسه سخنرانی داشتند به دنبال یک رأی‌گیری تصمیم گرفتند دست به راهپیمایی بزنند. آنها در حالی که گروهی از مردان همراهشان بودند به طرف نخست‌وزیری حرکت کردند. زنها شعار می‌دادند: «ما با استبداد مخالفیم»، «چادر اجباری نمی‌خواهیم». پیش از ظهر آنروز خبرنگار کیهان از دانشگاه تهران گزارش داد که یک گروه از مردان تندرو با شعار «مرگ بر ارثیه رضا کچل» وارد دانشگاه تهران شدند و به نفع چادر و حجاب دست به تظاهرات زدند».

### تجمع در برابر کاخ دادگستری
روز شنبه ۱۹ اسفند تجمعی از زنان معترض در مقابل دادگستری تهران تشکیل شد، اما این بار، موافقان فرمان سید روح‌الله خمینی که طی روزهای گذشته به‌طور پراکنده علیه معترضان شعار می‌دادند، حضور پررنگ‌تری داشتند؛ به‌طوری که نیروهای کمیته‌های انقلاب دستور داشتند از زنان معترض در مقابل مردم خشمگینی که خواستار رعایت حجاب در جامعه بودند، مراقبت کنند. دفتر رهبر انقلاب اطلاعیه‌ای صادر کرد که با مزاحمان بانوان به شدت برخورد خواهد شد.
در تجمع زنان مقابل کاخ دادگستری، هما ناطق تاریخ‌شناس معاصر به سخنرانی پرداخت و گفت ما مخالف حجاب نیستیم بلکه مخالف تحمیل آن هستیم. در همین روز کیهان با شهاب‌الدین اشراقی، داماد سید روح‌الله خمینی مصاحبه‌ای انجام داده بود. وی در این مصاحبه گفته بود:
باید حجاب رعایت شود و قوانین اسلامی مو به مو اجرا گردد و در همه مؤسسات و دانشگاه‌ها به این موضوع توجه شود. اما باید در نظر داشت که حجاب به معنای چادر نیست. همین قدر که موها و اندام خانم‌ها پوشانده شود و لباس آبرومند باشد، حالا به هر شکلی مهم نیست. چادر چیز متعارفی است و بسیار خوب است. اما به خاطر طرز کار و نوع کار خانم‌ها شاید گاهی پوشاندن بدن و مو به طریق دیگر هم حجاب باشد، حرفی نیست. باید طبق نظر مبارک امام حجاب اسلامی در سطح کشور توسط خانم‌ها با اشتیاق اجرا شود … در مورد اقلیت‌های مذهبی همیشه نظر مبارک امام این بوده که آنها از هر حیث مورد احترام و حمایت باشند. اما اگر خانم‌های اقلیت‌های مذهبی هم رعایت حجاب اسلامی را بکنند چه بهتر.— شهاب‌الدین اشراقی، 
گروه‌های مختلف زنان در روزهای بعد در مناطق مختلف تهران به صورت خودجوش دست به تظاهرات زدند. حدود ۱۵ هزار زن نیز به گزارش روزنامه کیهان، مقابل دفتر مهدی بازرگان، نخست‌وزیر دولت موقت دست به اجتماع زدند.

### اعتراض‌ها در دیگر شهرهای کشور
غیر از تهران در چندین شهر دیگر از جمله سنندج، اصفهان، ارومیه، کرمانشاه و بندرعباس نیز گزارش‌هایی از تظاهرات زنان در اعتراض به حجاب اجباری منتشر می‌شد.
در مقابل زنان معترض عده‌ای نیز بودند که به مخالفت با زنان و حمایت از حجاب اجباری به زنان حمله کردند. به گزارش روزنامه کیهان برخی از این افراد گلوله‌های برفی را که داخل آن سنگ گذاشته بودند به طرف زنان تظاهرکننده پرتاب می‌کردند.
در برخی از ادارات و شرکت‌ها نیز زنان در اعتراض به اجباری شدن حجاب دست از کار کشیدند. زنان کارمند بیمارستان‌های به‌آور و هزار تختخوابی، مخابرات ۱۱۸ و ۱۲۴ و نیز کارکنان زن قسمت فروش هواپیمایی ملی ایران از جمله این زنان بودند.
در روز بیستم اسفندماه روزنامه کیهان گزارش مفصلی از راهپیمایی پنج هزار نفر از معلمان، دانش‌آموزان دختر، کارمندان وزارت خارجه و برخی هنرپیشگان تئاتر در مخالفت با حجاب اجباری منتشر کرد.

### شرکت زنان در همه‌پرسی
زنان باحجاب و بی‌حجاب یک ماه بعد از این تنش‌ها، در همه‌پرسی جمهوری اسلامی به پای صندوق‌های رأی رفتند. اما درست در نخستین‌ماه استقرار جمهوری اسلامی، سید روح‌الله خمینی در پیامی روز ۸ مارس را به عنوان روز زن بی‌اعتبار اعلام کرد و روز تولد دختر پیامبر اسلام، روز زن نام گرفت.

### مخالفت محمود طالقانی

مصاحبه با سید محمود طالقانی در صفحه یکم روزنامه اطلاعات ۲۰ اسفند ۱۳۵۷

با گسترش اعتراضات زنان روحانیون وارد عمل شدند و هرگونه اجبار و خشونت را در امر حجاب غیرمجاز دانستند که از جمله آن‌ها می‌توان از سید محمود طالقانی و فضل‌الله محلاتی نام برد. دادستان تهران نیز در اطلاعیه‌ای اعلام کرد که هرکس مزاحم بانوان شود به شدت مجازات خواهدشد.
روزنامه اطلاعات در تاریخ ۲۰ اسفند مصاحبه مفصلی با سید محمود طالقانی در مورد مسئله حجاب انجام داد.
«در مورد حجاب، اجبار در کار نیست» در بیستم اسفند مصاحبه با سید محمود طالقانی دربارهٔ حجاب زنان، تیتر یک روزنامه‌ها شد:
«... ساخته من و فقیه و دیگران نیست؛ این نص صریح قرآن است. آن قدری که قرآن مجید بیان کرده، نه ما می‌توانیم از حدود آن خارج شویم و نه زنانی که معتقد به این کتاب بزرگ آسمانی هستند. ایشان دربارهٔ حجاب زنان در ادارات گفت: اسلام، قرآن و دین می‌خواهند شخصیت زن حفظ شود؛ این حرکت انقلابی است. کی در این راهپیمایی‌ها، خانم‌ها، خواهران و دختران ما را مجبور کرد که با حجاب یا بی حجاب بیایند؟ خودشان با احساس مسئولیت اسلامی که این لباس یکی از شعارهای اسلامی و ایرانی است، اصالت خودشان را نشان دادند … هو و جنجال راه نیندازند. همان‌طور که بارها گفتیم، همه حقوق زنان در اسلام در محیط جمهوری اسلامی محفوظ خواهد ماند و از آن‌ها خواهش می‌کنیم که با لباس ساده با وقار، روسری هم روی سرشان بیندازند به جایی برنمی‌خورد. اگر آن‌هایی هم که می‌خواهند موی‌شان خراب نشود، اگر روی مویشان روسری بیندازند، بهتر است و بیشتر محفوظ می‌ماند… چه جنگ‌ها، چه قتل‌ها، چه فجایع که تا یک سال قبل دائماً هر روز یک قسمت از اخبار روزنامه‌ها همین فجایع بود. منشأ این‌ها کی بود؟ منشأ این‌ها از کجا بود؟ غیر از همین تحریکات بی‌جا بود؟... خطری که حس می‌کنیم این است که زن‌ها دوباره به ابتذال برگردند. حجاب حکم ضروری دین است. منظور امام و علما این نیست که زن خانه‌نشین باشد. اجباری حتی برای زن‌های مسلمان هم نیست. چه اجباری؟ حضرت آیت‌الله خمینی نصیحتی کردند مانند پدری که به فرزندش نصیحت می‌کند، راهنمایی‌اش می‌کند که شما این‌جور باشید به این سبک باشید…»
«یک جوانی که وسیله زن گرفتن ندارد، وسیله کار ندارد، زندگی‌اش سرو سامان ندارد، وقتی این زن را با این صورت می‌بیند که گاهی یک پیرزن پنجاه شصت ساله خودش را مثل یک دختر ۱۴ ساله نمایش می‌دهد، توی خیابان یا سر کوچه، این بیچاره اذیتش می‌کند، ناراحتش می‌کند و این یک جور آزار جوان‌ها است و امیدواریم که بعد از این جوان‌های ما هم سر و سامان پیدا کنند… اجباری حتی برای زن‌های مسلمان هم نیست. چه اجباری؟ حضرت آیت‌الله خمینی نصیحتی کردند مانند پدری که به فرزندش نصیحت می‌کند راهنمائیش می‌کند که شما اینجور باشید به این سبک باشید».— سید محمود طالقانی، 
سید محمود طالقانی، پس از مصاحبه رهبر انقلاب در مورد لزوم رعایت حجاب در ادارات، به موضع‌گیری در این مورد پرداخت. سخنان وی آن‌چنان‌که در روزنامه اطلاعات، مورخ ۲۰ اسفند ۱۳۵۷ آمده است بدین قرار است: «حتی برای زن‌های مسلمان هم در حجاب اجباری نیست چه برسد به اقلیت‌های مذهبی… ما نمی‌گوییم زن‌ها به ادارات نروند و هیچ‌کس هم نمی‌گوید… زنان عضو فعال اجتماع ما هستند… اسلام و قرآن و مراجع دین می‌خواهند شخصیت زن حفظ شود. هیچ اجباری هم در کار نیست. مگر در دهات ما از صدر اسلام تا کنون زنان ما چگونه زندگی می‌کردند؟ مگر چادر می‌پوشیدند؟... کی در این راهپیمایی‌ها زنان ما را مجبور کرده که با حجاب یا بی‌حجاب بیایند؟ این‌ها خودشان احساس مسئولیت کردند، اما، حالا این که روسری سر کنند یا نکنند باز هم هیچ‌کس در آن اجباری نکرده است» ما اسلام قران و مراجع دینی می‌خواهند زنان ما شخصیتشان حفظ بشود اصل مسئله این است. هیچ اجباری هم در کار نیست و مسئله چادر هم نیست.
توضیحات طالقانی در رادیو و تلویزیون و مصاحبه با روزنامه کیهان هم به کاهش نگرانی‌ها و التهابات کمک کرد. دولت موقت هم وعده داد که با تندروی‌ها مقابله کند و به این ترتیب راهپیمایی‌های سراسری مخالفان حجاب اجباری خاتمه پیدا کرد.
سید محمود طالقانی گفتگوی رادیو تلویزیونی خود گفته بود: "حجاب اسلامی یعنی حجاب وقار، حجاب شخصیت، ساخته من و فقیه و این‌ها هم نیست، نص صریح قرآن است… ما، اسلام، قرآن و مراجع دینی می‌خواهند زنان ما شخصیتشان حفظ بشود. اصل مسئله این است که هیچ اجباری هم در کار نیست و مسئله چادر هم نیست." "

#### موضع خمینی دربارهٔ سخنرانی محمود طالقانی
سید روح‌الله خمینی نیز روز ۲۱ اسفند ۱۳۵۷، موضع‌گیری سیدمحمود طالقانی در مورد حجاب را تأیید کرد و تظاهرات زنان معترض بعد از آن متوقف شد و اعلام کرد که به خواسته خود یعنی غیر اجباری بودن حجاب رسیده است.
از سخنان سید روح‌الله خمینی و سید محمود طالقانی و سایر موضع‌گیری‌های موافقان حجاب در آن مقطع زمانی چنین برمی‌آید که علماء و اکثریت مردم حاضر نیستند نحوه پوششی که پیش از پیروزی انقلاب رایج بود را بیش از این تحمل کنند، اما کاملاً امیدوارند که توصیه به حجاب در آن شرایط ویژه انقلابی مؤثر باشد. در سال۵۷ تا ۶۳ حجاب نه تنها با نگاه دینی که با نگاه انقلابی حتی برای مارکسیست‌ها نیز یک ارزش و نماد مبارزه با امپریالیسم محسوب می‌شد و همین موقعیت بود که زنان بی‌حجاب را در اقلیت عددی و فکری قرار می‌داد؛ بنابراین امید آن بود که فرهنگ برهنگی گذشته تکرار نشود و این زنان نیز با رغبت، حجاب اسلامی را بپذیرند.

### سخنان خمینی در تیر ۱۳۵۹
روح‌الله خمینی که در سال ۵۷ بعد از اظهارنظر رسمی‌اش در مورد حجاب تا تیر ۱۳۵۸ در این باره صحبتی نکرد. در تیرماه ۱۳۵۹ طی یک سخنرانی، شدیداً از دولت انتقاد کرد که چرا هنوز نشانه‌های شاهنشاهی را در ادارات دولتی از بین نبرده است. وی به دولت بنی‌صدر ۱۰ روز فرصت داد تا ادارات را اسلامی‌کند. البته سید روح‌الله خمینی در روز ۱۳ تیر همان سال طی پیامی خواستار عدم تعرض به زنان بی‌حجاب شد.

### مواضع زهرا رهنورد
زهرا رهنورد در زمان‌های مختلف، مواضع خود را نسبت به حجاب اجباری بیان کرد.

رهنورد در تاریخ ۲۸ تیر ۱۳۵۹ با روزنامه انقلاب اسلامی مصاحبه کرد و به انتقاد از حجاب اجباری پرداخت:
«کاری که با اجبار انجام شود عمر زیادی نخواهد داشت و زور هیچ‌وقت پیروز نخواهد شد. به همین دلیل هم شاه پیروز نشد و زورگرایی هم پیروز نخواهد شد. این کار را اگر بکنند ممکن است زنان ما یک روسری سرشان بکنند ولی هرگز حامل اخلاق و رفتار اسلامی نخواهند شد چرا که آن اخلاق و آن تقوای ویژه را نمی‌شناسد.»
او در مصاحبه ای جدید، با تأکید بر این که با وجود حمایتش از اصل پوشش اسلامی، همچنان منتقد روش اجرای آن است، تا حد زیادی از مواضع انتقادی خود عقب نشست و ادعا کرد که در ابتدای انقلاب طرحی برای رعایت «حداقل پوشش» در اداره‌ها را در تلویزیون مطرح کرده بود ولی کسی به آن اهمیت نداده بود. اگرچه که تأکید طرح رهنورد بر ادارات بیشتر از اماکن عمومی بود و وقتی منظورش از حداقل پوشش را بیان کرد به الزام پوشاندن موی سر اشاره نکرد. در مصاحبه، مصاحبه‌کننده به طرحی از رهنورد اشاره کرد که در ارتباط با رعایت حداقل پوشش در ادارات بود و سپس رهنورد دربارهٔ آن طرح، توضیحاتی ارائه داد:
«طرح من این بود که چنین عمل کنید که بلافاصله پس از فرمان امام در زمینه طاغوت زدایی در اداره‌ها، تمام ابعاد و پیام را بگیرید و سیستم بوروکراتیک و مسئولان طاغوتی و وابسته و فرهنگ کاغذ بازی را عوض کنید و در کنارش مبادی اخلاق سرمایه‌داری را از بین ببرید، نه اینکه به این صورت با مسئله طرف شوید. هر انقلاب رهایی‌بخش که در قرن بیستم صورت گرفته بلافاصله برای پوشش مردم یک حداقلی ارائه داده که همان عفت عمومی است. ما باید برای زنان و مردان در آغاز، حفظ عفت عمومی را به عنوان یک اصل مطرح می‌کردیم و به‌طور جدی می‌خواستیم که رعایت شود و برای عدم رعایت آن مجازات می‌گذاشتیم. در الجزایر زنانی که لباس کوتاه می‌پوشیدند، پایشان را رنگ می‌کردند، این حفظ عفت عمومی می‌توانست رعایت این مسائل باشد: (لباس آستین بلند و یقه بسته، بدون رنگ‌های تند و زننده، موهای جدی، عدم استفاده از لوازم آرایش یا عدم آرایش‌های تند)»
در دهه‌های بعد، مواضع رهنورد علیه حجاب اجباری تند تر شدند، تا جایی که پس از کشته شدن مهسا امینی، او به مسئولان جمهوری اسلامی توصیه کرد که حجاب اجباری را برای همیشه کنار بگذارند.

### ممنوعیت ورود زنان بی‌حجاب به ادارات در سال ۱۳۵۹
در ۱۶ تیر ماه ۱۳۵۹، شورای انقلاب طرحی را تصویب و ابلاغ کرد: «خانم‌ها بدون پوشش اسلامی حق ورود به ادارات را ندارند.»
به دنبال این مصوبه علی قدوسی، دادستان کل انقلاب هشدار داد که از ۸ صبح ۱۷ تیرماه با کسانی که پوشش اسلامی را رعایت نکنند، به شدت برخورد می‌شود و حقوق و مزایای کارمندان زنی که بی‌حجاب در محل کار حاضر شوند، قطع خواهد شد. او وعده داد که به زودی لباس کار اسلامی بانوان ارائه و برای همه زنان کارمند اجباری خواهد شد. بار دیگر راهپیمایی‌های اعتراض‌آمیزی شکل گرفت که با خشونت برهم خورده شد و تعداد بسیاری از معترضان دستگیر شدند. روند حذف زنان بدون پوشش اسلامی از همه مراکز و مجامع عمومی در دستور کار قرار گرفت و کمیته‌ها و حامیان تندروی حاکمیت در خیابان‌ها به برخورد با بدحجابان پرداختند. بعد از این سخنان از صبح شنبه ۱۴ تیرماه ۱۳۵۹ ورود زنان بی‌حجاب به ادارات دولتی ممنوع شد. البته هنوز لباس فرم یا آنچه که بعدها به نام مانتو مشهور شد، رسمیت نداشت بلکه زنان موظف بودند لباس آستین‌بلند و پوشیده بپوشند و روسری نیز سر کنند.
اما این بار برخلاف سال ۱۳۵۷ اعتراض گسترده و شدیدی علیه این سخنان صورت نگرفت. شاید یکی از عمده دلایل این سکوت را بتوان مربوط به فضای سیاسی آن زمان دانست. ناآرامی‌های کردستان و ترکمن صحرا و نیز شروع درگیری بین نیروهای چپ و حزب‌اللهی‌ها در تهران و چند شهر دیگر، مجال پرداختن به موضوع حجاب را از مردم گرفته بود. ضمن آنکه بسیاری از نیروهای روشنفکر در آن زمان یا کشته شده یا در زندان بودند، برخی نیز ایران را ترک کرده بودند. در ادامه این روندها بود که مجلس در یازدهم آبان ۶۲ دست به تصویب قانونی در مورد ضرورت حفظ حجاب زد؛ تاریخی که مبدأ جنجال حجاب در جمهوری اسلامی نبود.

### ممنوعیت ورود زنان بی‌حجاب به اماکن عمومی
روند اجباری شدن حجاب تا سال ۱۳۶۰ ادامه داشت. در ماه رمضان آن سال محمدتقی سجادی نماینده دادستان انقلاب در دادگاه مبارزه با منکرات، مقررات مربوط به ماه رمضان را اعلام کرد.
طبق این قانون، اماکن عمومی موظف شدند تابلویی در معرض دید مشتریان خود قرار دهند با این جمله: «به دستور دادگاه مبارزه با منکرات از پذیرفتن میهمانان و مشتریانی که رعایت ظواهر اسلامی را نمی‌کنند معذوریم». این اطلاعیه در حالی صادر شد که اعظم طالقانی نماینده مجلس شورای اسلامی دوماه پیش از این تاریخ، تصویب هرگونه لایحه‌ای مربوط به اجباری شدن حجاب در مجلس را تکذیب کرده بود.

### توقیف خودروهای حامل مسافرانی که حجاب اجباری را رعایت نمی‌کنند

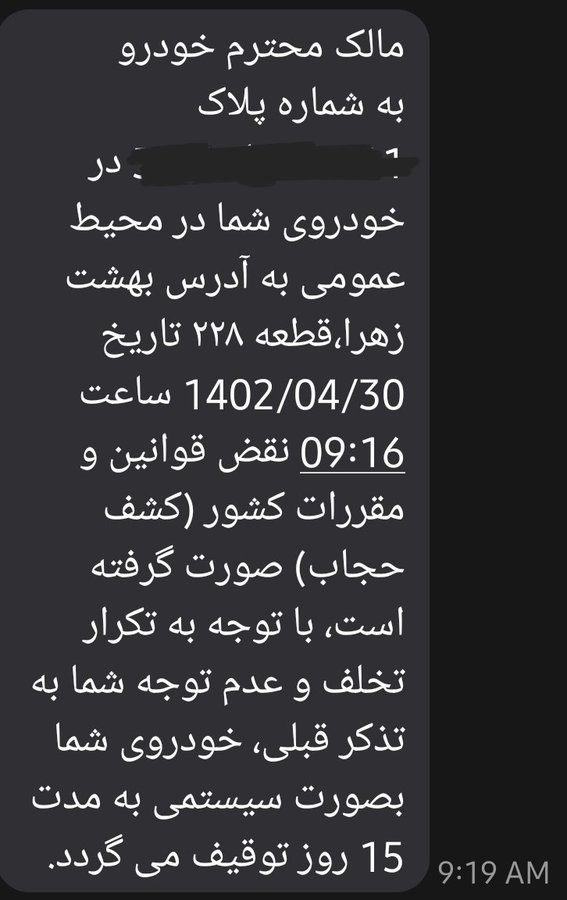
توقیف خودروها توسط پلیس به‌دلیل عدم رعایت حجاب اجباری توسط سرنشینان یکی از روشهای اعمال حجاب اجباری توسط پلیس است.

### اسیدپاشی‌های زنجیره‌ای در اصفهان
اسیدپاشی‌های زنجیره‌ای در اصفهان مربوط به جنایت اسیدپاشی‌های پیاپی به ناحیهٔ صورت زنان بدون چادر در شهر اصفهان است که در مهرماه ۱۳۹۳ به وقوع پیوست. در جریان این جنایت‌ها، حداقل چهار دختر یا زن جوان مورد حمله قرار گرفته‌اند که منجر به مرگ یکی از آن‌ها شد. برخی گزارش‌ها شمار قربانیان اسیدپاشی در اصفهان را تا ۱۵ نفر اعلام کرده‌اند. برخی از ائمه جمعه و گروه انصار حزب‌الله در ماه‌ها و هفته‌های پیش از حادثه، حجم نامتعارفی از نفرت پراکنی را علیه گروه‌هایی از زنان انجام دادند. و جریانهای حزب‌اللهی از جمله انصار حزب‌الله از عوامل و متهمان احتمالی در این حملات یاد می‌شود. جمهوری اسلامی عوامل اصلی را معرفی نکردند و تنها یک ماه بعد نیروی انتظامی جمهوری اسلامی ایران تصویری را منتشر نمود که مدعی بود از طریق شناسایی متهم توسط آسیب‌دیدگان، تصویرنگاری شده است اما پس از گذشت چند ساعت، برخی از خبرگزاری‌ها از تعلق داشتن تصویر به یک شخص حقوقی گفتند و تصویر منتشر شده را نا مرتبط دانستند.

### کشته‌شدن مهسا امینی
مهسا امینی (ژینا امینی) دختر ۲۲ ساله اهل سقز بود که در زمانی که در تهران مسافر بود، در عصر روز سه‌شنبه ۲۲ شهریور ۱۴۰۱ در نزدیکی متروی حقانی توسط گشت ارشاد به دلیل بدحجابی بازداشت شد. در زمان بازداشت بر اثر ضرب و شتم مأموران پلیس و در نهایت بیهوشی او در بازداشتگاه، مهسا امینی از بازداشت گشت ارشاد به بیمارستان کسری می‌شود. وی به حالت بیهوشی این بیمارستان برده می‌شود و در بیمارستان اعلام می‌گردد که مهسا به کما رفته است و سرانجام خانواده مهسا امینی مرگ او را تأیید می‌کنند. دستگیری و ضرب‌وشتم مهسا امینی توسط گشت ارشاد و به کما رفتن او، خشم عمومی مردم را در جامعه و شبکه‌های اجتماعی در پی داشت. مرگ او باعث واکنش‌های گسترده‌ای در سطح داخلی و بین‌المللی شد. بسیاری از سیاستمداران، هنرمندان، شخصیت‌ها، احزاب و نهادهای ایرانی و جهانی به آن واکنش نشان دادند و بسیاری از هنرمندان و ورزشکاران ارتباط خود را با صدا و سیما و تیم‌های ورزشی جمهوری اسلامی قطع کردند. هشتگ #مهسا_امینی در توییتر رکورد تاریخ هشتگ‌ها در این سایت را شکست و تا ۹ مهر بیش از ۲۰۰ میلیون بار از آن استفاده شد. اعتراضات تبدیل به اعتراض علیه حکومت جمهوری اسلامی شد و خیزش ۱۴۰۱ ایران شکل گرفت.

#### افزایش کیفر بی‌حجابی
در بهمن ۱۴۰۱، رئیس کمیسیون قضایی و حقوقی مجلس شورای اسلامی از طرحی خبر داد که افراد بی‌حجاب را از راه سیستم، شناسایی کرده و آنان را از خدمات اجتماعی محروم خواهد کرد و نیز کارت ملی‌شان تا موقع پرداخت جریمه، مسدود خواهد شد. ۱۸ شورای صنفی دانشجویی و برخی از استادان دانشگاه به این شیوه‌نامه اعتراض کرده و آن را «نقض آشکار حقوق انسانی و دانشجویی» خواندند.

### درگیری باغ شازده ماهان کرمان
یکشنبه سوم اردیبهشت ۱۴۰۲ و در پی تذکر حجاب اجباری به زنان گردشگر در باغ شاهزاده ماهان و درگیری مردمِ حامی زنان با تذکر دهندگان، یک زن ۵۹ ساله با نام کلثوم افتاده‌پور دچار ایست قلبی شد و بعدا در بیمارستان جان باخت. در این درگیری همچنین چندین نفر زخمی شدند و نیروهای انتظامی و امنیتی تعدادی را نیز بازداشت کردند.
در نخستین ساعات انتشار خبر این درگیری، برخی پایگاه‌های تلگرامی و فعالان رسانه‌ای نزدیک به حکومت ایران، تذکر دهندگان را «اتوبوس زائران قاسم سلیمانی» معرفی کرده بودند، اما ساعاتی بعد این خبر را حذف کردند و خبر خبرگزاری‌های نزدیک به سپاه مثل خبرگزاری فارس و تسنیم را بازنشر کردند که در آن ادعا شده «نزاع دسته‌جمعی» بوده است.

### اجرای حجاب اجباری در مدارس و تشدید نظارت بر آن
در ۳۱ فروردین ۱۴۰۴، تفاهم‌نامه‌ مشترکی میان احمدرضا رادان، فرمانده نیروی انتظامی و علیرضا کاظمی، وزیر آموزش‌وپرورش امضا شد که بر اساس آن، مأموران پلیس به‌طور رسمی، مجاز به ورود به مدارس و اجرای برنامه‌های آموزشی و فرهنگی مرتبط با حجاب و عفاف در میان دانش‌آموزان شده‌اند. براساس این تفاهم‌نامه، نیروهای انتظامی از اختیاراتی در زمینه تولید منابع آموزشی، ارتباط مستقیم با معلمان و والدین و نیز «معرفت‌افزایی» درباره حجاب برخوردار خواهند بود و می‌توانند نظارت بر رعایت حجاب در محیط‌های آموزشی را برعهده بگیرند.
در پی امضای این تفاهم‌نامه، شورای هماهنگی تشکل‌های صنفی فرهنگیان ایران، با شدیدترین لحن، این اقدام را محکوم کرد و هشدار داد که فرهنگیان اجازه نخواهند داد مدارس به پادگان تبدیل شوند. محمد حبیبی، سخنگوی این شورا، تأکید کرد که ورود نیروهای انتظامی به حریم امن مدارس، اقدامی غیرقانونی، سرکوبگرانه و ناقض حقوق دانش‌آموزان و معلمان است. وی افزود که آموزش را نمی‌توان با باطوم و تهدید مدیریت کرد و وظیفه وزیر آموزش و پرورش، دفاع از حرمت معلمان و امنیت روانی دانش‌آموزان است، نه فرمان‌بری از نهادهای نظامی کشور.
در ادامۀ این ماجرا، دولت برای تحکیم اجرای قانون حجاب اجباری، این اقدام را، بخشی از تلاش گسترده‌تر رژیم ایران برای تشدید نظارت و کنترل بر پوشش زنان دانست.  طبق گزارش مأموریت حقیقت‌یاب سازمان ملل، مقامات با توسعه و گسترش کاربرد ناظر که اکنون امکان ثبت دقیق زمان، مکان و پلاک خودروهایی را که زنان در آن‌ها بدون حجاب دیده می‌شوند فراهم می‌کند، دامنهٔ نظارت دیجیتالی خود را افزایش داده‌اند. همچنین استفاده از پهپادها در رویدادهای عمومی، مانند نمایشگاه بین‌المللی کتاب تهران، جزیره کیش و نصب سیستم‌های شناسایی چهره در دانشگاه‌ها، جلوه‌ای از گسترش «سرکوبی دیجیتالی» است که ضمن محدود کردن آزادی‌های فردی، فشار روانی قابل‌توجهی بر دانشجویان و شهروندان وارد می‌کند.

## بخش‌نامه دولت رجایی در خصوص ممنوعیت ورود به ادارات دولتی
در دوران نخست‌وزیری محمدعلی رجایی دولت وقت بخش‌نامه‌ای را به وزارت‌خانه‌ها ابلاغ کرد که در آن با نقاشی تصویر دو زن محجبه حجاب مورد نظر برای حضور در ادارات به تصویر کشیده شده بود. مطابق با این بخشنامه حجاب به صورت زیر تعریف می‌گردید:
1. حجاب شامل شلوار– مانتوی اسلامی و روسری برابر عکس
2. از هر نوع آرایش به هر شکل و نحوی باید خودداری شود
3. سرپرست‌های هر واحد موظف به کنترل دقیق مسئله حجاب در واحد خود می‌باشند.[۷۳]

در تکمیل بخش‌نامه فوق حسین نمازی وزیر اقتصاد و دارایی از سال ۱۳۵۹ تا ۱۳۶۴ در بخش‌نامه‌ای به‌صورت دقیق‌تر موارد رعایت حجاب را چنین ابلاغ می‌کند:
1. رعایت و حفظ شئونات اخلاقی و اسلامی در پوشیدن لباس مناسب به شرح زیر است:

الف- در طرف آقایان همکار خواسته می‌شود که از پوشیدن لباس‌های نامناسب و بازگذاشتن دکمه‌های پیراهن و آویز کردن زینت‌آلات طلایی (که شرعاً حرام و عرفا نامتناسب با رفتار موقرانه می‌باشد) اکیداً در محیط اداری خودداری نمایند. (لباس نامناسب پوشیدن شلوارهای نامناسب و بلوزهای آستین کوتاه و یقه باز است).
ب- همکاران گران‌مایه از بانوان محترم باید موارد زیر را در پوشش لباس رعایت فرمایند:
پوشیدن مانتوی بلند (روپوش) با آستین‌های بلند که تا مچ دست را به‌خوبی بپوشاند و تا زیر زانوان را دربرگیرد.
استفاده از روسری که به‌خوبی در زیر گلو گره خورده و موهای سر را کاملاً بپوشاند.
پوشش پا به وسیلهٔ جوراب‌های ساده و ضخیم یا شلوار.
(فرم پیوست … مشخصات مذکور می‌باشد)
لباس یادشده باید در رنگ‌های ساده باشد
عدم آرایش و رعایت سادگی به‌طور جدی تا موجبات همدلی و یکنواختی در محیط کار فراهم گردد.

## قانون مجازات اسلامی و حجاب اجباری

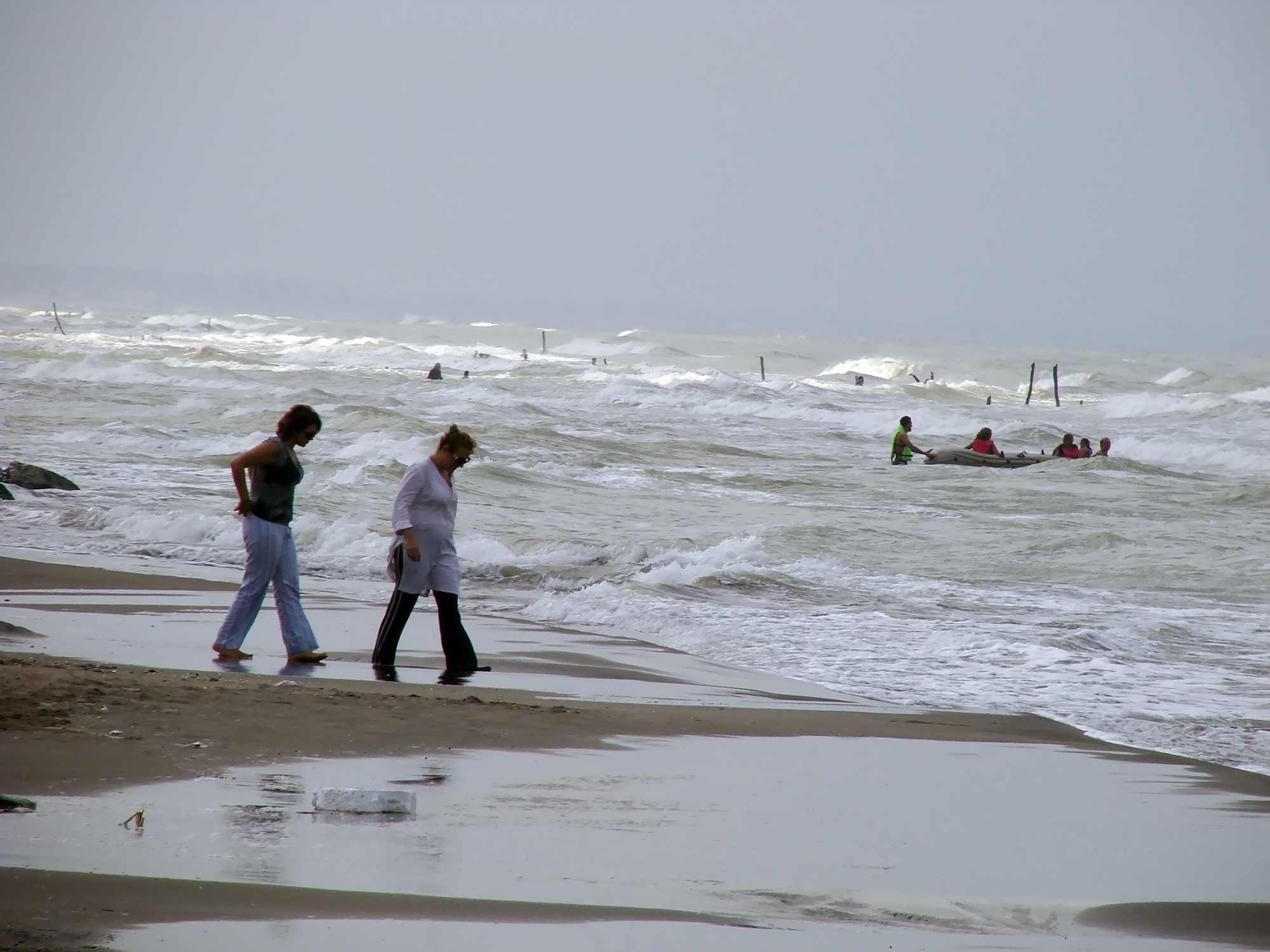
عدم تمکین زنان در ایران به قانون مجازات اسلامی حجاب، ساحل محمودآباد استان مازندران

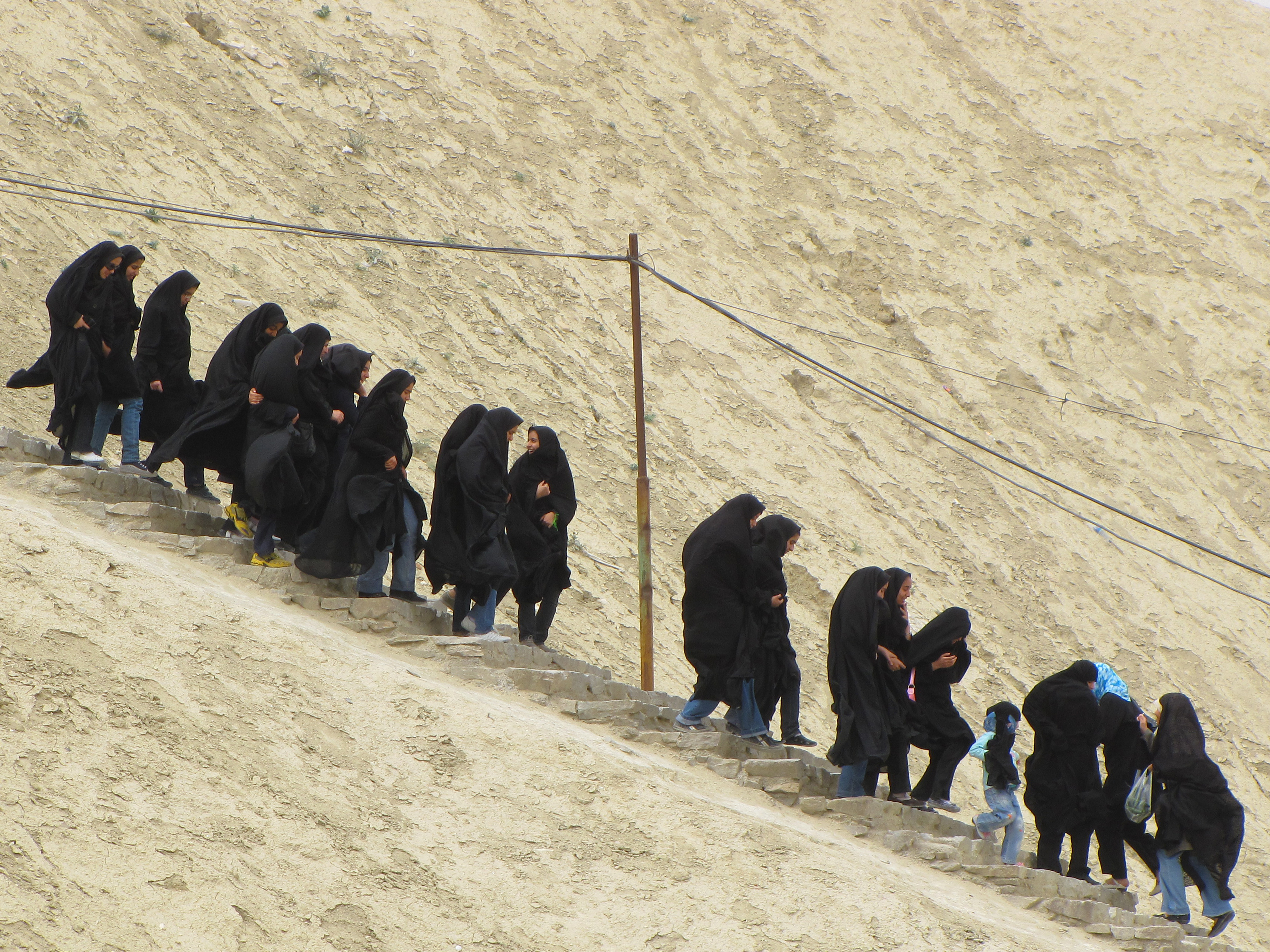
تمکین زنان به قانون حجاب اسلامی در ایران، شهر قم

با تصویب قانون مجازات اسلامی در مجلس، حکم ۷۴ ضربه شلاق برای عدم رعایت حجاب تعیین شد. این حکم تا کنون پابرجا بوده و در تکمیل آن مواردی مانند مبارزه با بدحجابی، گشت ارشاد و مشابه آن اجرا شده است.

«هر کس علناً در انظار و اماکن عمومی و معابر تظاهر به عمل حرامی نماید، علاوه بر کیفر عمل تا ۷۴ ضربه شلاق محکوم می‌گردد و درصورتی که مرتکب عملی شود که نفس عمل دارای کیفر نمی‌باشد ولی عفت عمومی را جریحه دار نماید، فقط تا ۷۴ ضربه شلاق محکوم می‌گردد.
تبصره – زنانی که بدون حجاب شرعی در معابر و انظار عمومی ظاهر شوند، به تعزیر تا ۷۴ ضربه شلاق محکوم خواهند شد.»

### قانون راهکارهای اجرایی گسترش فرهنگ عفاف و حجاب
قانون راهکارهای اجرایی گسترش فرهنگ عفاف و حجاب در ۱۳ دی ۱۳۸۴ در دولت محمود احمدی‌نژاد به تصویب شورای عالی انقلاب فرهنگی رسید.

### اعتراض در بهمن ۱۳۹۶
اعتراض به حجاب اجباری زمانی آغاز شد که ویدا موحد در دی سال ۱۳۹۶ با نام رسانه‌ای دختر خیابان انقلاب به نشانه اعتراض در تقاطع خیابان وصال شیرازی و انقلاب اقدام به آویزان کردن روسری خود به چوب کرد و تصویر آن تبدیل به یکی از تیترهای مهم مطبوعات و جراید دنیا شد. ویدا موحد زن ۳۱ ساله‌ای است که اوایل دی‌ماه ۹۶ و چند روز پیش از آغاز موج اعتراضات در ده‌ها شهر ایران، در تقاطع خیابان انقلاب و وصال شیرازی، در اعتراض به حجاب اجباری بی‌حجاب و در حالی که یک روسری سفیدرنگ را بر سر چوب کرده بود بر سکویی ایستاد و آن را در سکوت کامل تکان داد. موحد اندکی بعد دستگیر می‌شود و تا کنون خبری از سرنوشت او در دسترس نیست. اعتراض نمادین زنان و دختران به حجاب اجباری در تهران روز سه‌شنبه ۱۰ بهمن نیز ادامه یافت و دامنهٔ گسترده‌تری پیدا کرد. کاربران فضای مجازی روز سه شنبه ۱۰ بهمن تصاویر زنان و دخترانی را منتشر کردند که کنار خیابان‌های اصلی تهران روی بلندی ایستاده‌اند، روسری خود را از سر برداشته و به سر چوب زدند.
در حالی که اعتراض نمادین به حجاب اجباری وارد سومین روز خود شده بود، مقام‌های قضایی ایران در نخستین واکنش‌ها نسبت به این اقدام شهروندان، آن را جرم خواندند. در واکنش به این اقدام، دادستان کل روز چهارشنبه ۱۱ بهمن در جمع خبرنگاران آن را «امری جزئی و غیرقابل توجه» و «از روی تحریک احساسات» خواند اما در ادامه گفت که اگر کسی با بی‌حجابی در خیابان حرکت کند به موجب قانون مرتکب جرم شده و می‌تواند تحت تعقیب قرار گیرد.

### محکومیت معترضان
- در مرداد ۱۳۹۸ سه زندانی معترض به حجاب اجباری در زندان قرچک در مجموع به ۵۵ سال زندان محکوم شدند.[۸۲]
- در تاریخ ۱۷ اردیبهشت ۱۳۹۹ رها احمدی، فعال حقوق زنان، که ۹ ماه پیش در اعتراض به حجاب اجباری در ایران بازداشت شده بود، به اتهام «اجتماع و تبانی» علیه جمهوری اسلامی به دو سال زندان محکوم شد.[۸۳]

## نظرسنجی‌ها
براساسِ آماری که توسط مؤسسه گَمان در سال ۲۰۲۰ منتشر شده است، ۷۲٪ مردم ایران مخالف حجاب اجباری هستند. در مقابل، ۱۵٪ موافق حجاب اجباری هستند. ۵۸٪ اعتقادی به حجاب ندارند، درحالی‌که، ۲۶٫۶٪ به حجاب معتقد هستند. در این نظرسنجی بیش از ۵۰ هزار پاسخ‌دهنده شرکت کردند و حدود ۹۰٪ پاسخ‌دهندگان ساکن ایران بوده‌اند. یافته‌های این گزارش، دیدگاه افراد باسواد بالای ۱۹ سال ساکن ایران (برابر با ۸۵٪ افراد بزرگسال در ایران) را بازتاب می‌دهد و با سطح اطمینان ۹۵٪ و حاشیه خطای ۵٪ قابل تعمیم به این جمعیت است. در شهریور ۱۳۹۹ نیز، مهدی نصیری، مدیرمسئول سابق روزنامه کیهان در شبکه چهار تلویزیون جمهوری اسلامی ایران اعلام کرد که «براساس پیمایشی که وزارت فرهنگ و ارشاد اسلامی انجام داده، ۷۰ درصد جامعه ایران با الزام حجاب مخالفند.» وی همچنین افزود که سالانه حدود ۵ درصد از شمار کسانی که ملتزم به حجاب هستند کاسته می‌شود و نتایج آخرین نظرسنجی که وزارت ارشاد انجام داده نشان می‌دهد حتی در شهرهای مذهبی مانند قم نیز بیشتر مردم با حجاب اجباری مخالفند. نصیری همچنین اعلام کرد که مقام‌های نظام جمهوری اسلامی به دلیل اینکه نتایج نظرسنجی‌ها در مورد حجاب را مطلوب نمی‌دانند، جلوی انتشار آن را گرفته‌اند.

## واکنش شخصیت‌ها

### علی خامنه‌ای
در آن ایام جمعی از زنان با لباس‌های سیاه در مقابل دفتر نخست‌وزیری تجمع می‌کنند و صدور این بخش‌نامه‌ها اعتراض و خواهان آزادی حق انتخاب در پوشش خود می‌شوند. جمعهٔ آن هفته پاسخ سید علی خامنه‌ای به عنوان امام جمعه تهران به آن‌ها چنین است: عده‌ای از خانم‌های سیاه‌پوشی که ما نمی‌خواهیم به آن‌ها زن‌های هرزه بگوییم ولی به آن‌ها می‌گوییم که شما دروغگو و ضدانقلاب هستید چون لباس سیاه علامت عزاداری آزادی را نشان می‌دهد می‌خواهید بگوئید در این مملکت آزادی نیست … فردای آن روز تجمع موافقان و مخالفان حجاب شکلی دیگر به خود می‌گیرد و با برخوردهای شدید و این بار دستگیری عده‌ای با عنوان محرکان تجمع که وابسته به رژیم سابق بودند، تجمع زنان سیاه‌پوش تعطیل می‌شود و موج این برخورد حتی به جایی می‌کشد که زنان سیاه‌پوش در ادارات اخراج شدند. علی خامنه‌ای بعد از گذشت ۴ ماه از شروع خیزش ۱۴۰۱ ایران در یک سخنرانی با دفاع از حجاب اجباری گفت که حجاب اسلامی برای زنان بی‌تردید، یک ضرورت شرعی و خدشه‌ناپذیر است.

### محمدجعفر منتظری
روز پنجشنبه ۲۳ خرداد ۱۳۹۸ دادستان جمهوری اسلامی، محمدجعفر منتظری خط قرمز نظام را بی‌حجابی و بدحجابی اعلام کرد و گفت، در مقابله با آن تمام تلاش خود را خواهد کرد.

### اکبر هاشمی رفسنجانی
- هاشمی، اردیبهشت ۱۳۶۵، در خطبهٔ نماز: بعضی از خانم‌ها متأسفانه راضی‌اند مویشان بیرون باشد یا پشت در خانه بایستند، کسی عبور می‌کند، اندام لخت خود را نشان بدهند… به حزب‌الله وعده دادیم این‌ها آدم می‌شوند؛ ولی مثل اینکه یک مقدار احتیاج به خشونت دارند. این‌ها با پول بادآورده‌ای که شوهرانشان دزدیده یا خودشان یا ارث رسیده، بار آمده‌اند. در هر منطقه‌ای، اردوگاه برای این‌ها درست کنند، وسایل کار بگذارند، معلمان اخلاق بگذارند. دو هفته تا یک سال در آنجا بمانند، درس بخوانند و کار کنند. خرجشان را خودشان بدهند. گفته‌ام به این‌ها اهانت مرگ بر بی‌حجاب نکنید، بگذارید کم‌کم بفهمند. اما نمی‌فهمند.[۹۰]
- هاشمی، خطبهٔ نماز، تیرماه ۱۳۶۵: خانمی که هیکل را درست کرده آمده توی خیابان، تبدیل می‌شود در آخرت به موجودی که هرکس نزدیکش می‌شود باید دماغش را بگیرد که از بوی تعفن او اذیت نشود.[۹۱]
- هاشمی، اردیبهشت ۱۳۹۳: بحث فرهنگی که می‌شود، قشر زیادی از جامعه سنتی ما مثلاً همین زن، موی زن، آرایش زن یا فیلم یا موسیقی، مسائل‌شان اینها است. هر جایی که این چیزها را می‌بینند حساس می‌شوند، دعوا می‌کنند و جلسه را به هم می‌زنند. خیال می‌کنند فرهنگ همین است. فرهنگ این نیست. این اگر باشد یک از هزارم مسائل فرهنگی است.[۹۲]
- هاشمی انتقاد صریح از «خشک مقدسی‌ها»: سخت‌گیری‌هایی است که در مسئله حجاب انجام دادند که برای جامعه مخصوصاً در زن‌ها حالت فرار درست کرد. پایگاه اطلاع‌رسانی هاشمی رفسنجانی گزیده پاسخ‌های وی به کیهان در سال ۸۲ را بازنشر کرده است که در آن متن می‌خوانید: هنوز فکر می‌کنم اگر ابتکار را دست بگیریم، توقعات خانم‌ها و جوان‌ها را شرعاً می‌توانیم تأمین کنیم و پیش خداوند هم حجت داریم. انقلاب اسلامی را هم می‌توانیم حفظ کنیم. لابد می‌دانید که رهبری در مقابل فشار همین سخت‌گیری‌ها یک بار فرمودند: «وجهی برای تحمیل چادر نمی‌بینم»[۹۳][۹۴]

### عبدالرحیم ربانی شیرازی
عبدالرحیم ربانی شیرازی، نمایندهٔ سید روح‌الله خمینی رهبر انقلاب در جنوب کشور در شیراز، واکنش روزنامه‌ها به مسئله حجاب را یک بازی با انگیزه‌های سیاسی می‌خواند و می‌گوید: ما به زن از دیدگاه انسانی سازنده می‌نگریم. می‌خواهیم خانم‌ها کنار سایر مردم در کارها دخالت کنند. حجاب پوششی است که باید رعایت بشود، زن‌ها نباید نیمه‌سکسی بیرون بیایند و ظاهری فریبنده داشته باشند. مفهوم حجاب، چادر نیست. لباس آبرومندی که جلب توجه نکند و موهای زنان را بپوشاند، کافی است.

### شهاب‌الدین اشراقی
شهاب‌الدین اشراقی، داماد روح‌الله خمینی (هفدهم اسفند) در مصاحبه‌ای با رادیوی انقلاب اسلامی، مواضع رهبر انقلاب را تشریح کرد.
«من فکر می‌کنم این کار صحیح نباشد که عده‌ای بخواهند با تندروی و شدت عمل جلوی خانم‌ها را بگیرند. باید حجاب رعایت شود و قوانین اسلامی مو به مو اجرا گردند و در همه مؤسسات و ادارات و مدارس و دانشگاه‌ها به این موضوع توجه شود. اما حجاب، باید در نظر داشت که به معنی چادر نیست. همان‌قدر که موها و اندام خانم‌ها پوشانده شود و لباس آبرومند باشد، حالا به هر شکلی، مهم نیست. چادر چیز متعارفی است و بسیار خوب است، اما به‌خاطر طرز کار و نوع کار خانم‌ها شاید گاهی پوشاندن بدن و مو به طریق دیگر هم حجاب باشد، حرفی نیست. باید طبق نظر مبارک امام، حجاب اسلامی در سطح کشور توسط خانم‌ها با اشتیاق اجرا شود… در مورد اقلیت‌های مذهبی همیشه نظر مبارک امام این بوده که آن‌ها از هر حیث مورد احترام و حمایت باشند. اما اگر خانم‌های اقلیت‌های مذهبی هم رعایت حجاب اسلامی را بکنند چه بهتر.»
شهاب‌الدین اشراقی، در گفتگو با روزنامه اطلاعات نیز گفته بود: «امیدوارم که این حرف درست نباشد که مردم بخواهند با شدت عمل نهی از منکر کنند.» اما در عین حال بر «خواست امام» در مورد رواج حجاب اسلامی و اجرای «مو به مو» قوانین اسلامی تأکید کرده بود: «آنچه خواست امام است این است، خلاصه باید حجاب اسلامی رواج پیدا کند و مملکت، مملکت اسلامی است و ما جمهوری اسلامی را داریم پایه‌گذاری می‌کنیم. باید قوانین اسلامی مو به مو به قدر امکان اجرا بشود. البته در سطح مقداری از وزارت‌خانه‌ها، ادارات، حتی دانشگاه‌ها، مدارس، دبیرستان‌ها بایستی توجیه بشود که خانم‌ها رعایت حجاب اسلامی را بکنند و معنای حجاب اسلامی هم چادر نیست. چادر یکی از مصارفش این است که البته بهتر خانم‌ها را می‌پوشاند، اما به صورت‌های دیگر هم می‌توانند خانم‌ها همان‌قدری که مو را بپوشانند، مواضع زینت را هم بپوشانند، چون حجاب یکی از ضروریات دین اسلام است. چون به هر شکلی و به هر نحوی که مواضع زینت و مو و گردن که لباس آبرومندی بپوشند به هر شکلی که می‌خواهد باشد و لازم نیست که حتماً چادر باشد.»
در این مواضع نیز ضمن رد تندروی‌ها بر لزوم رعایت حجاب تأکید شد، اما تلاش شد تا رنگ و بوی اجبار از این فرمان برداشته شود.

### مهدی بازرگان
مهدی بازرگان، نخست‌وزیر دولت موقت، در مراسم ترحیم سید محمود طالقانی، گریزی به موضوع حجاب اجباری و نظر طالقانی در این مورد زد؛ او گفت: «آن چادر و آن روسری که به ضرب و زور و با تهدید، بر سر خانم‌ها آورده بشود، از صد تا بی‌حجابی بدتر است؛ طالقانی هم طرفدار این نوع دین بود، که بنابر آیه لا إکراهَ فی الدّین، دین با تعصب و تحمیل نباید باشد.»

### ابراهیم یزدی
در این میان ابراهیم یزدی در سرمقالهٔ روزنامه کیهان بی‌حجابی را نوعی غرب‌زدگی می‌داند. او که در آن زمان مسئولیت روزنامه را نیز بر عهده داشت از صدور بخشنامهٔ حجاب اجباری دو هفته پس از فرمان سید روح‌الله خمینی سخن می‌گوید.

### ناصر میناچی
در این میان اظهارات ناصر میناچی از مؤسسان حسینهٔ ارشاد نکات جالبی را همراه داشت: مگر ما به خانم‌ها چه گفته‌ایم؟ در بخش‌نامه‌ها می‌گوئیم پوشش را در این شرایط یک مقدار سالم‌تر و معقول‌تر کنید ما که نگفته‌ایم چادر و چاقچور کنید صحبت این حرف‌ها نبوده که بعضی‌ها عنوان می‌کنند.

### محمدرضا نعمت‌زاده
محمدرضا نعمت‌زاده وزیر صنایع در دولت محمدعلی رجایی می‌گوید: اینکه اعلامیه بدهیم که اگر تا فلان تاریخ اگر پوشش اسلامی نداشتند خانم‌ها فلان می‌شوند این را من یک حرکت غیراسلامی می‌دانم و قطعاً می‌دانم اگر ما آموزش کافی و آگاهی کافی به خانم‌ها بدهیم به راحتی می‌توانیم بگوییم ۹۰ درصد این‌ها گرایش پیدا می‌کنند.

### دکتر هما دارابی
هما دارابی روانپزشک، که خود فعال اجتماعی و سیاسی برای به ثمر رسیدن انقلاب ۵۷ بود وقتی از تحول مثبت در انقلاب ناامید شد و  نتوانست بپذیرد آن‌همه تلاش و مبارزه به تضییع حقوق زنان و حجابی که به‌اجبار بر سر زنان نشست، انجامید، در ۲ اسفند ۱۳۷۲ در اعتراض به حجاب اجباری در میدان تجریش خود را به آتش کشید.

### سیمین دانشور
روزنامه کیهان در کنار چاپ گزارش‌های مفصل از راهپیمایی‌های زنان، یادداشتی از سیمین دانشور، نویسنده و همسر جلال آل‌احمد منتشر کرد. دانشور در این مقاله حجاب را مسئله‌ای فرعی دانسته و از هر دو گروه طرفداران و مخالفان حجاب خواسته بود که بهانه به دست ضدانقلاب ندهند و به مسائل مهم‌تر بپردازند.
سیمین دانشور نوشت: «ما هر وقت توانستیم این خانهٔ ویران را آباد کنیم، اقتصادش را سر و سامان دهیم، کشاورزیش را به جایی برسانیم، حکومت عدل و آزادی را برقرار سازیم، هر وقت تمامی مردم این سرزمین سیر و پوشیده و دارای سقفی امن بر بالای سرشان شدند و از آموزش و پرورش و بهداشت همگانی بهره‌مند گردیدند، می‌توانیم به سراغ مسائل فرعی و فقهی برویم، می‌توانیم سر فرصت و با خیال آسوده و در خانه‌ای از پای بست محکم بنشینیم و به سر و وضع زنان بپردازیم».

### زهرا رهنورد
زهرا رهنورد همسر میرحسین موسوی در مصاحبه ای که با روزنامه انقلاب اسلامی، در تاریخ ۲۸ تیر ۱۳۵۹ داشت، دربارهٔ آثار حجاب اجباری گفت:
شما بیایید مسئله عفت عمومی را از مردم بخواهید؛ این حق طبیعی ماست یعنی هر کشوری که انقلاب می‌کند و انقلابش حق‌طلبانه آزادی‌بخش است دنبال مسئله عفت عمومی هست یعنی یک حدی را برای پوشش تعیین می‌کند؛ مثلاً ما در الجزایر می‌بینیم با اینکه زیاد مبادی آداب نبودند به اصول مکتبی اسلامی بعد از انقلاب پوشش برایشان مطرح بود. در کوبا و ویتنام هم همین‌طور است. ما عفت عمومی را باید می‌خواستیم آن هم در سطح کشور نه در سطح ادارات بدین ترتیب که زنان پوشیده باشند. لباس بلند با آستین بلند بدون آرایش، ما این را می‌خواستیم و برای عدم رعایت آن مجازات قائل می‌شدیم نه مجازات شلاقی، بلکه مجازات تربیتی، اما از سویی انقلاب ما یک انقلاب مکتبی است و به همین علت حجاب برایمان یک اصل و یک هدف است و برای اینکار باید راهنمایی و ارشادی ترتیب می‌دادیم و بعد از اینکه ارشاد انجام گرفت یک روز را به‌نام روز خودآیی اعلام بکنند و در این روز زنان کاملاً به پوشش اسلامی ملبس بشوند بعد بتدریج این روز را افزایش بدهند؛ یعنی زنان ما را آماده کنند، زن خودش را در این پوشش تجربه کند، چون زنان ما زنان شریفی هستند ولی نمی‌توانند این را قبول کنند چون اینجوری تربیت شده‌اند. ما که نمی‌توانیم مسئلهٔ تربیتی را دوروزه حل کنیم. بعد به تدریج می‌توانیم این روزهای خودآیی را افزایش بدهیم تا سراسر هفته بشود روزهای خودآیی؛ و با چنین استدلالی در بخش دیگری از مقاله می‌گوید "کاری که با اجبار انجام شود عمر زیادی نخواهد داشت و زور هیچ‌وقت پیروز نخواهد شد. به همین دلیل هم شاه پیروز نشد و زورگرایی هم پیروز نخواهد شد."

مقاله زهرا رهنورد در روزنامه انقلاب اسلامی

### احمد قابل
احمد قابل نظر فقهی خود را دربارهٔ حجاب بانوان چنین بیان کرده است:
عدم وجوب پوشاندن سر و گردنِ زنانِ بردهٔ مسلمان (که مقتضای دلایل نقلی معتبر و گرایشی اجماعی است) نشانگر این امر بسیار مهم است که در مَرآی و منظر بودنِ سر و گردن هر زن مسلمانی، حرام نیست. به عبارت دیگر نه زن بودن و نه مسلمان بودن زن، دلیل وجوب پوشش سر و گردن نیست. چرا که زنان بردهٔ مسلمان، هم زن و هم مسلمان بودند و پوشش سر و گردن (حتی برخی اجزای دیگر بدن بنابر اظهارات صریح برخی فقها) بر آنان واجب نبود. حتی برخی معتقد به کراحت یا حرمت پوشش سر برای زنان بردهٔ مسلمان بوده‌اند. گرچه بسیاری از اختلافات یادشده بین فقها در بحث ستر صلاتی آمده است، … اما اختلافات فقها در بحث کمّیت پوشش برای نماز به بحث کمّیت پوشش از نگاه نیز سرایت می‌کند.
هیچ سخن صریحی در مورد «لزوم پوشش سر و گردن» در آیات سورهٔ نور، وجود ندارد؛ بلکه مجاز بودن عدم پوشش قسمت‌هایی از بدن که در عرف زمان نزول وحی، پوشاندن آن رایج نبوده نیز مورد تأیید قرار گرفته است. تحقیقات تاریخی نیز عدم رواج پوشش سر و گردن (در همهٔ حالات و همهٔ مکان‌های عمومی) را تأیید می‌کند. نمی‌توان با قاطعیت از آیهٔ سورهٔ احزاب به‌عنوان دلیل بر «وجوب پوشش سر و گردن زن» بهره برد.
منتهای کوشش من دربارهٔ وجود یا عدم وجود اجماع در این مسئله، اثبات «عدم تحقق اجماع بر لزوم پوشش سر و گردن» بوده است. گزارش‌هایی که تاکنون در مورد اختلاف نظرهای فقها در خصوص سر و گردن ارائه شد، برخی از مستندات برای اثبات «اختلاف نظر» بود تا معلوم شود که با وجود نظریات مخالف، نباید به ادعای اجماع مشهور فقها اعتماد کرد. به گمان من مقتضای «جمع دلالی» و ضرورت اعمال آن در این مسئله، نتیجه‌ای جز پذیرفتن حکم «استحباب پوشش سر و گردن» را در پی نخواهد داشت.

### محسن کدیور
نظر محسن کدیور در مورد حجاب به این صورت است:
نوع پوشش و لباس تابع شرائط زمانی و مکانی و عرف محلی و امری اختیاری است. زنان مؤمنه در جوامع و شرائطی که پوشانیدن سر و گردن و مو و به‌طور کلی تمام بدن غیر از وجه و کفین و قدمین متعارف است به نحوی که بر نپوشاندن آن‌ها مفسده مترتب می‌شود به حکم ثانوی موظفند این مواضع را بپوشانند. در جوامعی که این حد از پوشش متعارف نیست و بر نپوشاندن این مواضع مفسده‌ای مترتب نیست، پوشاندن آن‌ها الزامی نیست و این مواضع از بدن همانند صورت «زینت ظاهر» محسوب می‌شود که در آیه ۳۱ سورهٔ نور از پوشانیدن استثنا شده‌اند: «ولا یبدین زینتهن الا ما ظهر منها». تشخیص مفسده مثل مصداق هر حکم ثانوی دیگر با خود مکلفان است. اجبار بر بی‌حجابی خلاف شرع بود. اجبار بر رعایت حجاب نیز فاقد مستند معتبر شرعی و در نتیجه خلاف شرع است. حجاب با رعایت حدود شرعی آن اختیار زنان مؤمنه است.
دیگران
در تمام این چند روز گروه‌های سیاسی از اظهار نظر مستقیم در مورد موضوع حجاب پرهیز می‌کردند یا آن را موضوعی فرعی قلمداد می‌کردند. از جمله اسلام کاظمیه نویسنده منسوب به گرایش چپ که در مقاله‌ای در روزنامه کیهان مورخ ۲۱ اسفند، ضمن انتقاد از عمده کردن مسئله زن و حجاب، آن را امری روشنفکرانه و دور از نیازهای واقعی جامعه آن روز ایران خواند.
هما ناطق نیز در مقاله‌اش دراین باره چنین می‌نویسد: «رفتند گزارش دادند که ما لخت به وزارتخانه‌ها رفته‌ایم. من از شما می‌پرسم در این زمستان سرد چطور یک زن لخت می‌تواند به وزارتخانه‌ها برود. عنوان کردن مسئله زن در این برهه از مبارزه یک مسئله انحرافی است. ما نباید در این شرایط مسئله‌ای به نام مسئله زن داشته باشیم. یک بار چیزی در مورد حجاب گفتند و بعد هم پس گرفتند بنابراین برای این مسئله نباید درگیری ایجاد کنیم باید با مجاهدین همراه باشیم حتی اگر روسری به سر کنیم به شرط آنکه ما بدانیم به نام ما توطئه نمی‌شود و نظام شاهنشاهی برگردانده نمی‌شود».

## واکنش‌های بین‌المللی
- روز دوشنبه ۲۴ تیر ۱۳۹۸ سازمان عفو بین‌الملل در گزارشی اعلام کرد که حکومت ایران برای گرفتن اعتراف تلویزیونی از دستگیرشدگان معترض به حجاب اجباری، آنها را به مدت طولانی در حبس انفرادی قرار داده و خانواده‌های آنها را تحت فشار گذاشته است.
 مدیر پژوهش و حمایت حقوقی خاورمیانه و شمال آفریقا عفو بین‌الملل، فیلیپ لوتر گفت: «مقام‌های جمهوری اسلامی همزمان با احساس خطر از رشد فزاینده جنبش حقوق زنان علیه حجاب اجباری، دست به تاکتیک ظالمانه‌ای برای بی‌اعتبار کردن کارزار علیه حجاب اجباری و منصرف کردن دیگران از پیوستن به این کارزار، زده‌اند.»[۱۰۸]
- در اوت ۲۰۱۹ بیش از ۳۴ هزار نفر از فعالان و شهروندان اسپانیا به فراخوان دفتر سازمان عفو بین‌الملل در اسپانیا در خصوص اقدام فوری برای آزادی یاسمن آریانی و منیره عربشاهی مادر و دختری که در ایران به خاطر اعتراض به حجاب اجباری زندانی هستند، جواب مثبت داده و با امضا این دادخواست از مقامات ایران خواستار توقف آزار و اذیت و سرکوب زنان در ایران شدند.[۱۰۹]
- دوشنبه ۴ آذر ۱۳۹۸ وزیر خارجه آمریکا، مایک پمپئو: «ما امروز و هر روز در همبستگی با زنان ایران، که با خشم و غضب رژیم مواجه می‌شوند، ایستاده‌ایم؛ رژیمی که خشونت را علیه کسانی که خواستار برابری چه در انتخاب نوع پوشش و چه در انتخاب مذهب هستند، نهادینه کرده است.»[۱۱۰]
- روز دوشنبه ۱۶ تیر ۱۳۹۹ سازمان عفو بین‌الملل خواستار آزادی فوری و بدون قید و شرط صبا کرد افشاری، فعال مدنی که در اعتراض به حجاب اجباری بازداشت و محاکمه و به ۱۵ سال زندان محکوم شده است، شد.[۱۱۱]